# In memoria di quella là
In memoria di quella là è il numero 1483 della serie di romanzi gialli della collana Il giallo Mondadori. Scritto da Mildred B. Davis, scrittrice statunitense specializzata in mystery psicologici giocati su un perfetto crescendo di tensione, fu pubblicato il 3 luglio 1977.

## Trama
Tre persone vengono uccise nella piccola città universitaria di Whitefield: Ruth Wuhermann precipita in un burrone durante una passeggiata, Mary Eccles è avvelenata da una bibita, il dottor Burleigh-Jervis viene travolto da un pirata della strada.
Il verdetto della polizia è sempre "morte accidentale", ma Finley, la figlia di Ruth, è sicura che c'è un assassino tra gli studenti e i professori del "campus".
Decide quindi di indagare per conto suo.
L'assassino sembra che voglia fornirle indizi: infatti Finley ritrova delle lettere, con le quali scopre che l'assassino è figlio di un professore.
Durante una passeggiata in montagna con gli amici scopre la collana che portava sua madre. Non è rovinata e sembra lì da poco tempo.
Tempo dopo viene invitata a una festa; ma quando è a giocare fuori con gli amici a palle di neve, lei e i suoi compagni vengono picchiati da una banda di giovani dall'aspetto trasandato.
Il professor Venner, che cerca di salvarli insieme ad altri volontari, viene ucciso.
Finley, sconvolta torna a casa, ma al mattino presto scopre che la sua casa sta prendendo fuoco.
Cerca di scappare da incappa nell'assassino: Beverly, la sua amica, che cerca di ucciderla. 
Per fortuna sopraggiungono il padre di Finley e Pete, il suo ragazzo, che la salvano.

## Edizioni
- Mildred B. Davis, In memoria di quella là, collana Il Giallo Mondadori n.1483, Arnoldo Mondadori Editore, 1977.